# Nayaf FC
El Nayaf FC (en árabe: نادي النجف لكرة القدم; en inglés: Al-Najaf Football Club) es un club de fútbol de Irak, de la ciudad de Nayaf. Fue fundado en 1988 y juega en la Super Liga de Irak. 

## Historia
El equipo fue fundado en 1988. Ese mismo año participa en la Super Liga de Irak, quedando en última posición. En 2006 consigue quedar segundo en el campeonato de Liga.

### Nayaf FC en competiciones internacionales
- Liga de Campeones de la AFC:

2007: Fase de grupos.

## Uniforme
- Uniforme titular: Camiseta blanca con rayas azules en las mangas, pantalón y medias blancas.
- Uniforme alternativo: Camiseta azul con rayas blancas en los lados, pantalón y medias azules.

## Estadio
El Nayaf FC juega en el Estadio Al-Nayaf. Tiene capacidad para 12000 personas.